# Саллі Базбі
Саллі Стрефф Базбі (англ. Sally Streff Buzbee; нар. 7 червня 1965) — американська журналістка, виконавча редакторка газети «Вашингтон пост» (The Washington Post). Вона стала першою в історії цієї газети жінкою, яка зайняла найвищий редакторський пост.
Базбі займає позицію виконавчої редакторки «Вашингтон пост» із 2021 року; до того вона понад 30 років пропрацювала у інформаційному агентстві «Ассошіейтед Прес» (Associated Press), зокрема з 2017 року займала пост виконавчої редакторки і старшої віцепрезидентки. 

## Біографія
Саллі Базбі народилася у місті Волла-Волла штату Вашингтон і закінчила школу в місті Олейте (Канзас).
Базбі здобула журналістську освіту в Університеті Канзасу, а згодом отримала ступінь магістра бізнес-адміністрування (MBA) у Джорджтаунському університеті. У 1988 вона долучилася до «Ассошіейтед Прес», одного із найбільших інформаційних агентств світу, де зробила кар'єру протягом наступних кількох десятиліть. 
Базбі почала кар'єру в «Ассошіейтед Прес» як репортерка у містах Топіка (Канзас) і згодом Сан-Дієго (Каліфорнія). У 1995 році долучилася до вашингтонського бюро. У 1996 році вона перейшла із журналістської до редакторської роботи, ставши заступницею керівника вашингтонського бюро «Ассошіейтед Прес» з питань новин.
Із 2004 році вона працювала регіональною редаторкою на Близькому Сході, зокрема висвітлювала війну в Іраку після чого повернулася до США.
У 2010 році Базбі очолила вашингтонське бюро «Ассошіейтед Прес»; на цій позиції вона зокрема координувала висвітлення президентських виборів 2012 та 2016 років.
У 2017 році Базбі стала старшою віцепрезиденткою і виконавчою редакторкою AP. Під її лідерством організація здобула кілька престижних журналістських нагород, зокрема Пулітцерівських премій.
У 2021 році Базбі призначили на посаду виконавчої редакторки газети «Вашингтон пост». Вона стала першою жінкою на цій позиції з моменту заснування видання у 1877 році. На момент, коли Базбі долучилася до «Вашингтон пост», видання було однією із найбільших газет США, яке налічувало понад 1000 журналістів у штаті. «Вашингтон пост» належить мільярдеру Джефф Безосу, але редакція працює незалежно від власника.

## Особисте життя
Саллі Базбі була одружена із Джоном Базбі, журналістом та дипломатом, спеціалістом із Близького Сходу; її чоловік помер у 2016 році у віці 50 років. Її свекор Річард Базбі, котрий помер у 2018 році, був редактором і видавцем газет The Hutchinson News та Olathe Daily News у Канзасі. У Базбі є дві дорослі доньки — Емма і Маргарет.
У 2021 році Базбі переїхала із Нью-Йорка, де жила попередні кілька років, до Вашингтона, щоб очолити «Вашингтон пост».